# Панчатантра
Панчатантра (на деванагари: पञ्चतन्त्र, „Пет принципа“) е санскритски сборник от поучителни истории. Най-вероятно историите в нея са донякъде преразкази от будистки текстове. Предполага се, че творбата е написана от Вишнушарман около 200 пр.н.е. Първоначално е замислена като ръководство за висшестоящи, учейки ги как да водят политика чрез аполози и басни с животни. Разказите са написани най-вече в стихотворна форма.
Книгата се състои от пет подкниги (от където идва и наименованието ѝ: panch – пет, тантра – книга, ето защо се нарича още „Древноиндийското петокнижие“).
| Подкнига             | Превод на заглавието от Артър Райдър | Превод на заглавието от Патрик Оливел                 | Превод на заглавието от Йордан Милев |
| 1. Mitra-bheda       | The Loss of Friends                  | On Causing Dissension among Allies                    | Разединение на приятели              |
| 2. Mitra-lābha       | The Winning of Friends               | On Securing Allies                                    | Печелене на приятели                 |
| 3. Kākolūkīyam       | On Crows and Owls                    | On War and Peace: The story of the crows and the owls | За гарваните и кукумявките           |
| 4. Labdhapraṇāśam    | Loss of Gains                        | On Losing What You have Gained                        | Загуба на придобитото                |
| 5. Aparīkṣitakārakaṃ | Ill-Considered Action                | On Hasty Actions                                      | Безразсъдни постъпки                 |

## Откъси
Парите при пари отиват,

тъй както слонът търси слон.

Бедняка, осъмнал на пазара,

събужда само своя стон.

От словото се ражда слово,

а името – от имена.

Така и зърното отново,

се ражда от зърна.

Макар и вкъщи да са се родили,

вреда ни носят мишките, и страх.

Към котките оставаме ний мили,

защото полза имаме от тях.

Наука, кон, жена, сребро,

мъж, слово или лютня стара,

донасят зло или добро –

в зависимост от господаря.

Какво е вятърът за вейките зелени?

Щом духне – те се свеждат изведнъж.

А колко дъбове е виждал повалени…

Могъщият се бори само със могъщ!

За болестта е нужен лекар,

съветник – за раздора.

За всяко нещо в тоя свят си има хора.

Каквото през деня човекът

желае, вижда и твори,

такова нещо по привичка

дори насъне го гори.

Щом враговете ти са много,

ще стигнеш трудно до победен вик.

И както да се виела змията,

изгризали я мравките за миг.

За да постигнеш свойта цел,

дела са нужни, не мечти.

Лъвът щом спи, в устата сънна

газелата не ще влети.